# ミロ・リトル
ミロ・リトル（Miro Little、2004年5月30日 - ）はフィンランドのプロバスケットボール選手。代表メンバーとしても活躍している。17歳で代表デビューし、25年ぶりの18歳以下の選手となった2023年にはアメリカの大学リーグNCAAに移籍する予定である。ミロ・リトレとも。